# 第12711号行政命令
第12711号行政命令（英語：Executive Order 12711）是由美国总统乔治·H·W·布什于1990年4月11日签发的一项行政命令。该项行政命令旨在暂缓遣返1989年6月5日至1990年4月11日之间任意一天在美国境内的中华人民共和国国民和他们的直系亲属，取消回国服务两年的限制，并给予他们在美工作的许可。
第12711号行政命令作为美国反对中华人民共和国政府镇压学生运动爆发的六四事件采取的反制措施的一部分。
该行政命令的有效期到1994年1月1日为止，因美国国会于1992年通过《中国学生保护法案》而成为永久性条款。